# Mare de Déu dels Dolors

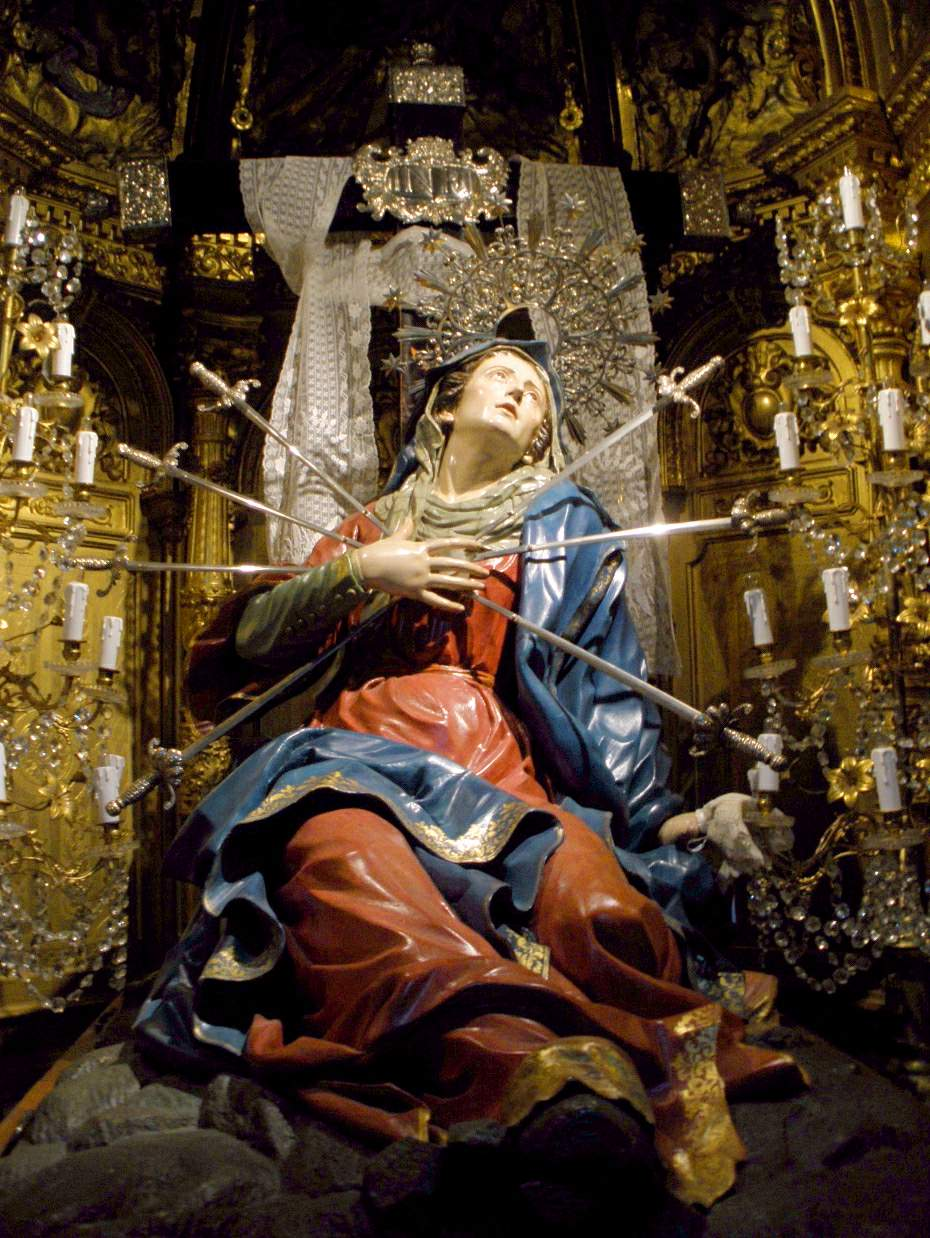
Imatge de la Mare de Déu dels Dolors (talla policromada allotjada a l'església de la Vera Cruz de Salamanca

La Mare de Déu de la Dolor o la Mare de Déu dels Dolors és una advocació mariana també coneguda com a Mare de Déu de l'Amargura, Mare de Déu de la Pietat o simplement la Dolorosa que sol celebrar-se a la cristiandat el dia de Divendres de Dolors o el 15 de setembre, i fa referència als Set Dolors de Maria, els set episodis de la vida de Jesús que la van fer patir. És usual representar-la, en aquelles confessions que ho toleren, amb vestit negre o morat i amb set espases clavades a l'alçada del cor. S'invoca en llatí com Maria Virgo Perdolens o Mater Dolorosa i és una de les nombroses advocacions a través de les quals l'Església Catòlica venera la Mare de Déu. S'identifica amb representacions artístiques com la pietat i amb la seqüència llatina Stabat Mater, provinent d'una composició medieval i que ha donat origen a nombroses peces musicals. L'advocació dels Dolors destaca el sentiment de dolor de la mare davant el sofriment del seu fill.
La festa litúrgica fou instituïda el segle xv a Alemanya, i d'allà s'estengué a tota l'Església Catòlica; Pius X la fixà el 15 de setembre. No obstant això, també se celebrava el Divendres de Dolors; la reforma del calendari litúrgic de 1970 abandonà aquesta segona data i fixà la primera.